# بابولا
بابولا (فرانسوی: Babolat‎) یک شرکت تولیدکننده تجهیزات ورزشی در فرانسه است.
این شرکت که در سال ۱۸۷۵ میلادی بوسیله پیر بابولا تأسیس شده لوازم ورزش‌های تنیس، بدمینتون و اسکواش همانند راکت، کفش و لوازم جانبی را تولید می‌کند.

## ورزشکاران استفاده‌کننده
بازیکنان مرد

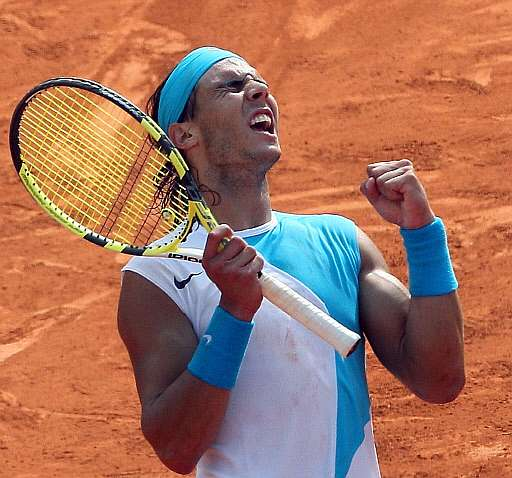
رافائل نادال با راکت بابولا در آزاد فرانسه ۲۰۰۷

- رافائل نادال uses a Babolat AeroPro Drive GT (2013) strung with Babolat RPM Blast (Babolat Duralast 15L strings before 2010)
- اندی رادیک retired, previously used a Babolat Pure Drive Roddick GT ++
- ژو ویلفرد تسونگا uses a Babolat AeroPro Drive GT (2013)
- ماکسیمو گونزالس
- ماریانو پوئرتا
- فرناندو گونزالس
- کارلوس مویا retired, previously used a Babolat Pure Drive
- کوملاوی لوگلو
- خوان ایگناسیو چلا
- ایگور آندریف uses an Babolat Pure Drive
- ژولیان بنتو

- سام کوئری
- استیو جانسون
- ایوو کارلوویچ
- لوئیس هورنا
- فلوران سرا
- آلخاندرو فایا
- سانتیاگو گیرالدو
- رابرت فراه مکسود
- فابیو فونینی
- کنت کارلسن
- ادوارد راجر-واسلین
- لیندر پیس
- کونور نیلند
- الیویه پیشنس
- نیکولاس لاپنتی
- بابی رینولدز
- گرگا ژملیا
- نیکولا دویلدر
- متیو مونتکورت
- رابی گینپری
- جک ساک
- مایکل راسل
- وانگ یئو-تزو
- خوان پابلو گوزمان
- زان-جولین رویر
- برایان دابول
- سومدف دوارمن
- وین آرتورز
- ریکاردو ملو
- تیاگو آلویس
- فرانکو فریرو
- رومرو دوترا دا سیلوا
- آنتونیو ویچ
- یان هرنیش
- جان هایک
- آلبرت پورتاس
- مارک لوپز
- روبن رامیرز هیدالگو
- پابلو کارنیو
- سباستین ده چاوناک
- الکس بوگدانوویچ
- دیتر کیندلمن
- جانلوکا ناسو
- یویچی سوگیتا
- برونوو اچاگارای
- سانتیاگو گونزالس
- ویکتور کریووی
- ماریوس کوپیل
- رازوان ساباو
- جورج بستل
- مارسل فلدر
- جاستین گیملستاب
- تره‌ور رایت
- برایان باکر
- الکس بوگومولوف، جی‌آر
- راین هریسون

بازیکنان زن
- کارولین وزنیاکی uses the Babolat AeroPro Drive
- آناستازیا پاولیوچنکوا
- نادیا پترووا
- دینارا سافینا
- کیم کلایسترس uses the Babolat Pure Drive GT
- سامانتا استوزر uses the Babolat Pure Strike
- زیبیله بامر
- فرانچسکا اسکیاوونه uses the Babolat AeroPro Drive GT
- سارا ارانی
- اگنیشکا ردونسکا uses the Babolat Pure Drive Lite
- اورشولا ردونسکا
- رنی استابز
- کاتارینا سربوتنیک
- لی نا uses the Babolat Pure Drive GT
- جولیا جورجس
- ورا دوشوینا
- امیلی لوا
- کارین کناپ
- مگان شانسی
- النا وسنینا
- یوژینی بوشار
- الیزه کورنه
- پائولین پارمنتیر
- کارولین گارسیا
- لورا گرنویل
- گاربینیه موگوروسا
- لوردس دومینگز لین
- کایا کانپی
- جیل کرایباس
- لیسا ریمند
- وانیا کینگ
- یاروسلاوا شودووا
- ایرینا-کاملیا بگو
- الکساندرا دالگرو
- ادینا گالوویتس-هال
- رالوکا اولارو
- ارغوان رضایی
- اولگا ساوچوک
- میریانا لوچیچ-بارونی
- تاتیانا پوتچک
- آگول امانمورادووا
- سوفیا آرویدسون
- مارت انی
- ماریا النا کامرین
- سورین برموند بلترام
- استفانی کوئن-آلورو
- تیمئا باچینسکی
- آلبرتا بریانتی
- مارتینا سوچا
- یولیا بیگلزیمر
- کریستن فلیپکنز
- لورا پویس تیو
- اما لین
- کلاریسا فرناندز
- ماریانا دیاز-اولیوا
- ماریا امیلیا سالرنی
- سوفی فرگوسن
- نیکول پرت
- والری تترو
- جسیکا مور
- میکئلا پاشتیکووا
- آرانتا پارا سانتونخا
- نوریا لاگوسترا ویوس
- ماریا سانچز لورنزو
- مونیکا پوییگ
- الیز تامیلا
- ناتالی ویرین
- لینا استانچیوت
- کلودین شاول
- تاتیانا پانووا
- زوزانا کوچووا
- چوانگ چیا-جونگ
- ایپک شنوغلو
- شیکا آبروی
- ژانگ سایسای
- تیمئا بابوس
- آنا کونیو